# Расвож (приток Пости)
Расвож — река в России, протекает по территории городского округа Ухта в Республике Коми. Длина реки составляет 10 км.
Начинается из болота на высоте около 190 метров над уровнем моря. Течёт в западном направлении через тайгу. Устье реки находится в 57 км по правому берегу реки Пость на высоте 144 метра над уровнем моря. Ширина реки вблизи устья — 8 метров, глубина — 1 метр, дно песчаное. Имеет 2 безымянных левых притока.

## Данные водного реестра
По данным государственного водного реестра России относится к Двинско-Печорскому бассейновому округу, водохозяйственный участок реки — Печора от впадения реки Уса до водомерного поста Усть-Цильма, речной подбассейн реки — Печора ниже впадения Усы. Речной бассейн реки — Печора.
Код объекта в государственном водном реестре — 03050300112103000076059.